# Saalburg

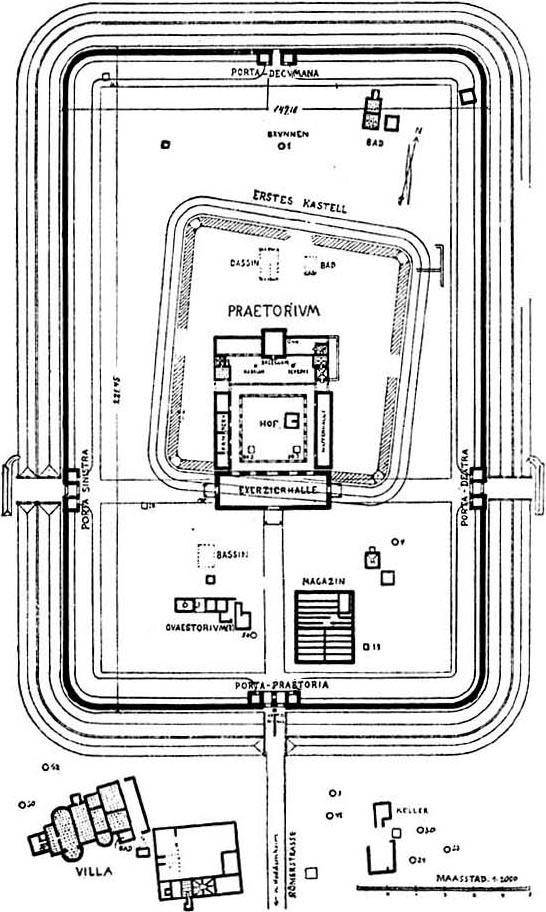
Plano del castellum de Saalburg

Saalburg es un antiguo castellum o fuerte militar romano construido en el macizo del Taunus, al noroeste de Bad Homburg en el land Hesse en Alemania. Formaba parte del limes Germanicus, dentro de la cadena de fortificaciones que protegían la frontera Norte del Imperio Romano. Este lugar fue inscrito en 2005 en la lista de Patrimonio de la Humanidad de la Unesco, junto con todo el limes Germanicus. El sistema de numeración actual adoptado para el limes se identifica como ORL 11.
Saalburg fue diseñado para servir de acuartelamiento a una Cohorte de infantería, y fue construido muy cerca de la calzada romana paralela al limes que, en este caso, comunicaba Bad Homburg y Wehrheim, y, todas las fortificaciones de este dispositivo defensivo.

## Las excavaciones arqueológicas

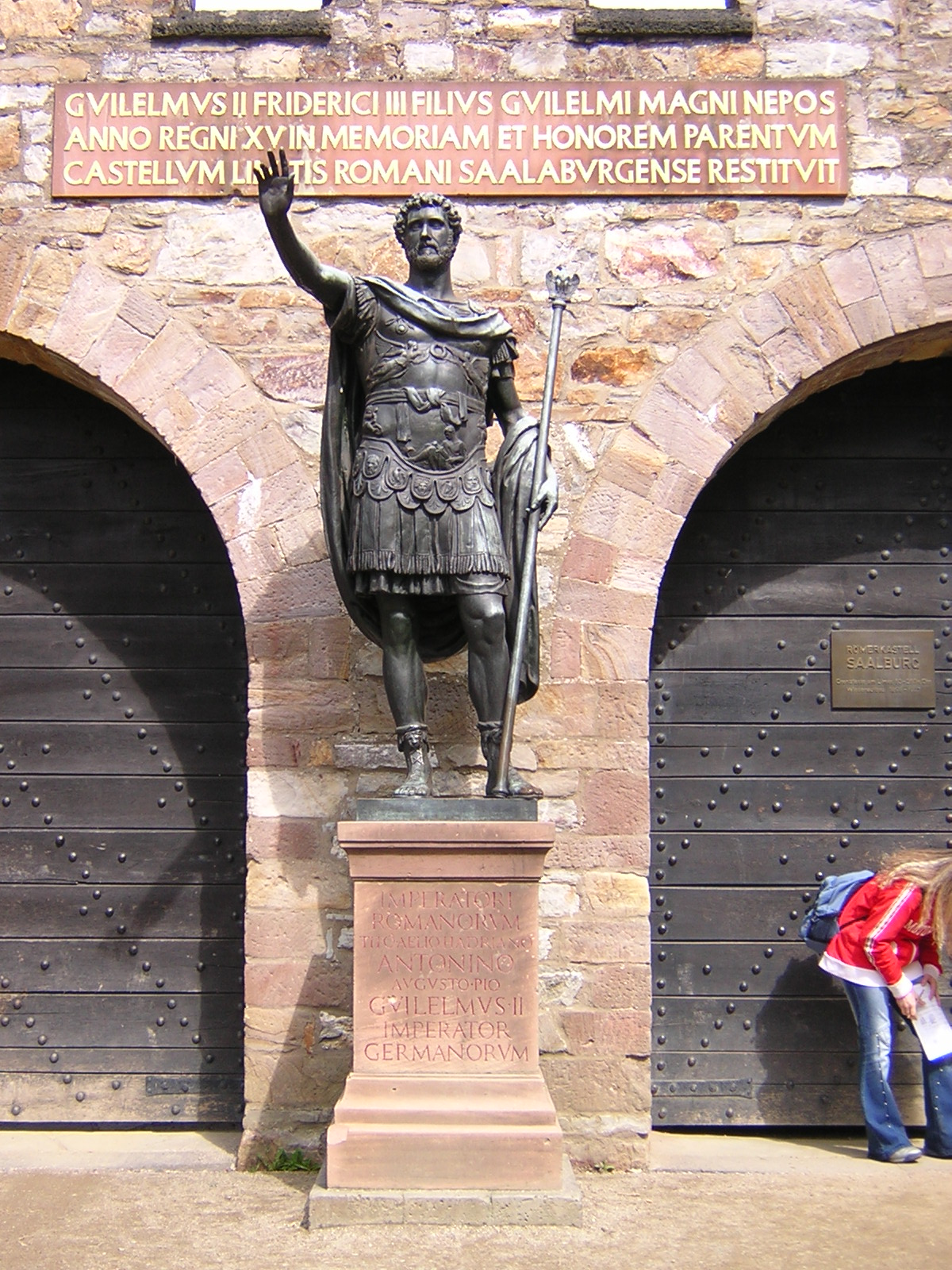
Puerta principal: Estatua de Antonino Pío y homenaje al kaiser Guillermo II

Los primeros trabajos de prospección en este lugar se realizaron entre 1853 y 1862 por la Asociación de la Antigüedad de Nassau, bajo la dirección de Friedrich Gustav Habel). Los trabajos más importantes empezaron a partir de 1892, cuando la Reichs-Limes-Kommission -Comisión imperial para el limes-, presidida por Theodor Mommsen, potenció la Arqueología Romana mediante la investigación integral del limes Germanicus, localizando y excavando cada uno de los castella que formaban parte de este dispositivo. Enmarcado en este magno proyecto, Saalburg fue excavado sistemáticamente por los arqueólogos Louis Jacobi y su hijo Heinrich Jacobi. En 1897, gracias a las ideas de Louis Jacobi, Guillermo II ordenó la reconstrucción del castellum de Saalburg, siguiendo los resultados obtenidos a través de las campañas de excavación. Así, Saalburg se transformó en la fortificación romana más reconstruida de todo el limes. Además, también se creó el Museo de Saalburg, una de las más importantes instituciones científicas dedicadas al estudio del limes Germanicus - la otra es el Limesmuseum de Aalen)-, siendo dirigido entre 1967 y 1993 por el célebre arqueólogo Dietwulf Baatz, quien produjo numerosas publicaciones que fomentaron el interés sobre la arqueología romano-germánica, tanto a nivel de divulgación como a nivel de especialistas.

## Elcastellum

### Historia
Desde el Neolítico, la ruta comercial conocida como Lindenweg o Linienweg comunicaba la llanura de Rin-Meno con la cuenca de Usingen. Esta ruta empezaba en la desembocadura del Nidda, en las proximidades de la actual presa Höchst, para seguir en dirección norte hacia el bajo Taunus, con un itinerario similar al de la carretera actual Bundesstraße 456.
Saalburg se encuentra sobre esta ruta comercial dominando un puerto sobre el Taunus, por lo que debe considerarse normal que el ejército romano fortificase este lugar durante las campañas de Domiciano contra los catos entre 81 y 96, empezando por dos simples recintos fortificados de tierra, conocidos como Schanzen A y B, cuyos restos están entre el castellum y la actual carretera.
Hacia el 90, cerca de los dos fortines reseñado, fue construido un nuevo fuerte semipermanente de tierra y madera para poder alojar como guarnición permanente a un numerus, una unidad irregular, encuadrada en la categoría de Tropas auxiliares romanas, formada por efectivos equivalentes a dos centurias, es decir, unos 160 soldados. Aunque no está totalmente claro, algunas evidencias arqueológicas permiten pensar que está unidad pudo ser un Numerus Brittonum, guerreros tribales celtas reclutados en Britania.
A finales del imperio de Adriano, dentro del plan general de mejora de las defensas del Imperio, hacia 135, el Numerus Brittonum fue sustituido por una cohorte regular de infantería auxiliar de 480 soldados, para la cual fue necesario edificar un nuevo castellum de 147 x 221 m., con una superficie de 3,20 ha. La misión de la nueva fortaleza era garantizar la seguridad de la pujante ciudad de Nida, la actual Heddernheim).
Originalmente, las murallas fueron construidas en un aparejo de piedra madera, pero a mediados del siglo II la fábrica fue sustituida por otra de piedra y mortero sobre un terraplén de tierra. La reconstrucción actual corresponde a esta última fase, aunque la segunda fase puede verse en la retentura del castellum. En cualquier caso, las murallas de la fortaleza estuvieron siempre precidas por una doble fossa o foso doble.

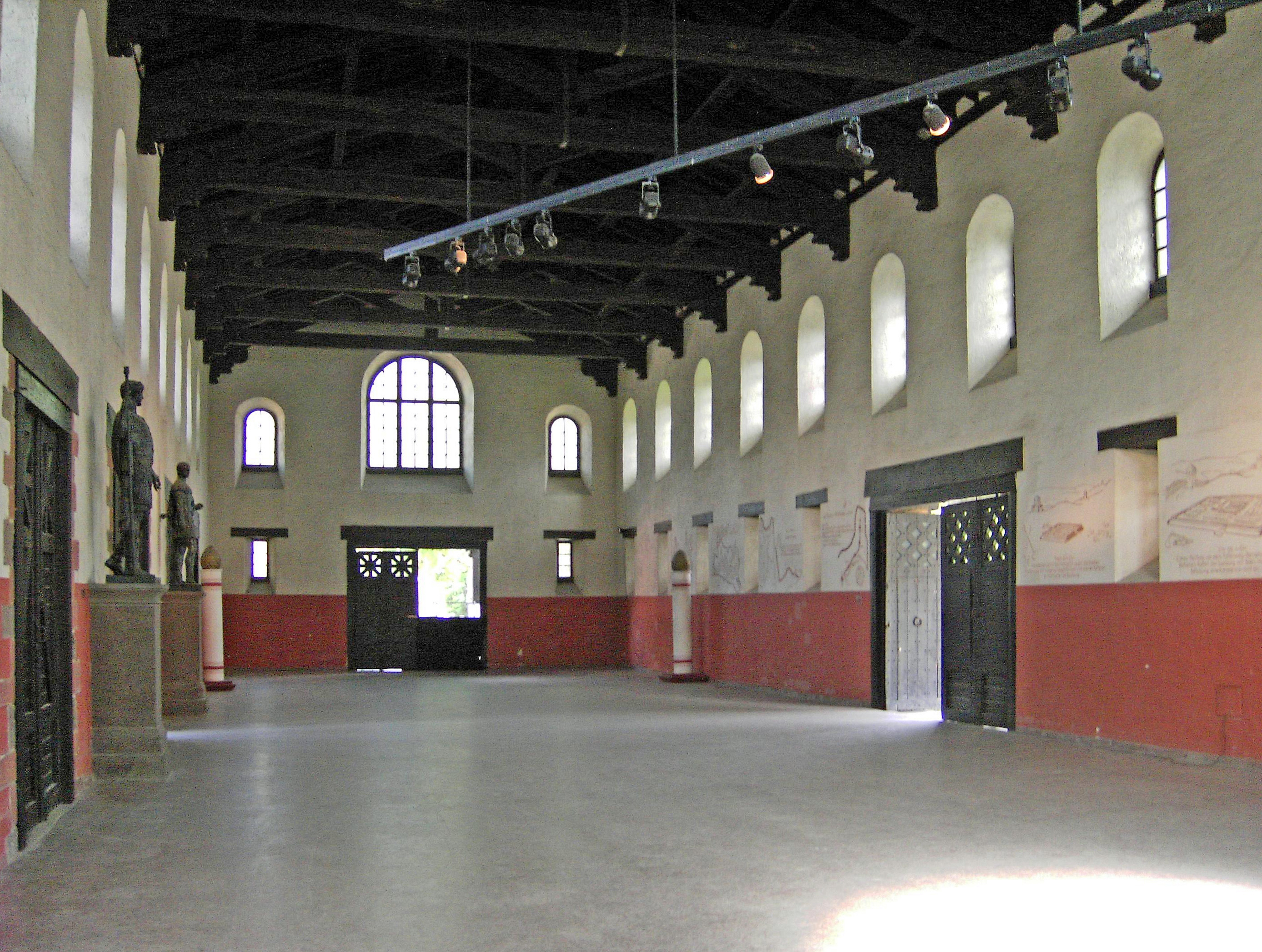
Interior de la sala del praetorium.

El castellum fue ocupado por la  Cohors II Raetorum civium Romanorum una unidad de infantería reclutada en la cercana provincia de Raetia, muy posiblemente adscrita a la Legio XXII Primigenia acuatrtelada en Mogontiacum (Maguncia, Alemania). Esta unidad estuvo desplegada originalmente en Aquae Mattiacorum  (Wiesbaden, Alemania), y después en el castellum de Butzbach (ORL 14), desde donde fue traslada definitivamente a Saalburg.
Este castellum y su unidad de guarnición estuvieron activos hasta el abandono de los Agri Decumates hacia el año 260, y la presencia de la unidad esta atestiguada por varios epígrafes que la mencionan.
La situación del limes germano-rético fue inestabilizándose a finales del siglo II y principios del siglo III, de manera que en 213 el emperador Caracalla ordenó una campaña preventiva desde Mogontiacum y desde Raetia contra los alamani y sus aliados los catos, con lo que se consiguió aliviar temporalmente la presión de las tribus germanas contra los Agri Decumates. En este contexto, la ciudad de Nida fue reforzada con un cinturón de murallas.
En 233, los alamanes invadieron el territorio romano, acción que repitieron a mayor escala entre 254 y 260, aprovechando la debilidad que había provocado la desastrosa campaña pérsica de Valeriano y la incapacidad de su hijo Galieno para defender el imperio y evitar la creación de imperios semindependientes en Oriente y en las Galias. El resultado fue que los Agri decumates fueron evacuados y la línea defensiva abandonada, lo que afectó al castellum Saalburg , que fue deliberadamente abandonado, y sus restos fueron utilizados por los ocupantes alamanes como cantera de materiales de construcción.

### Arqueología y arquitectura

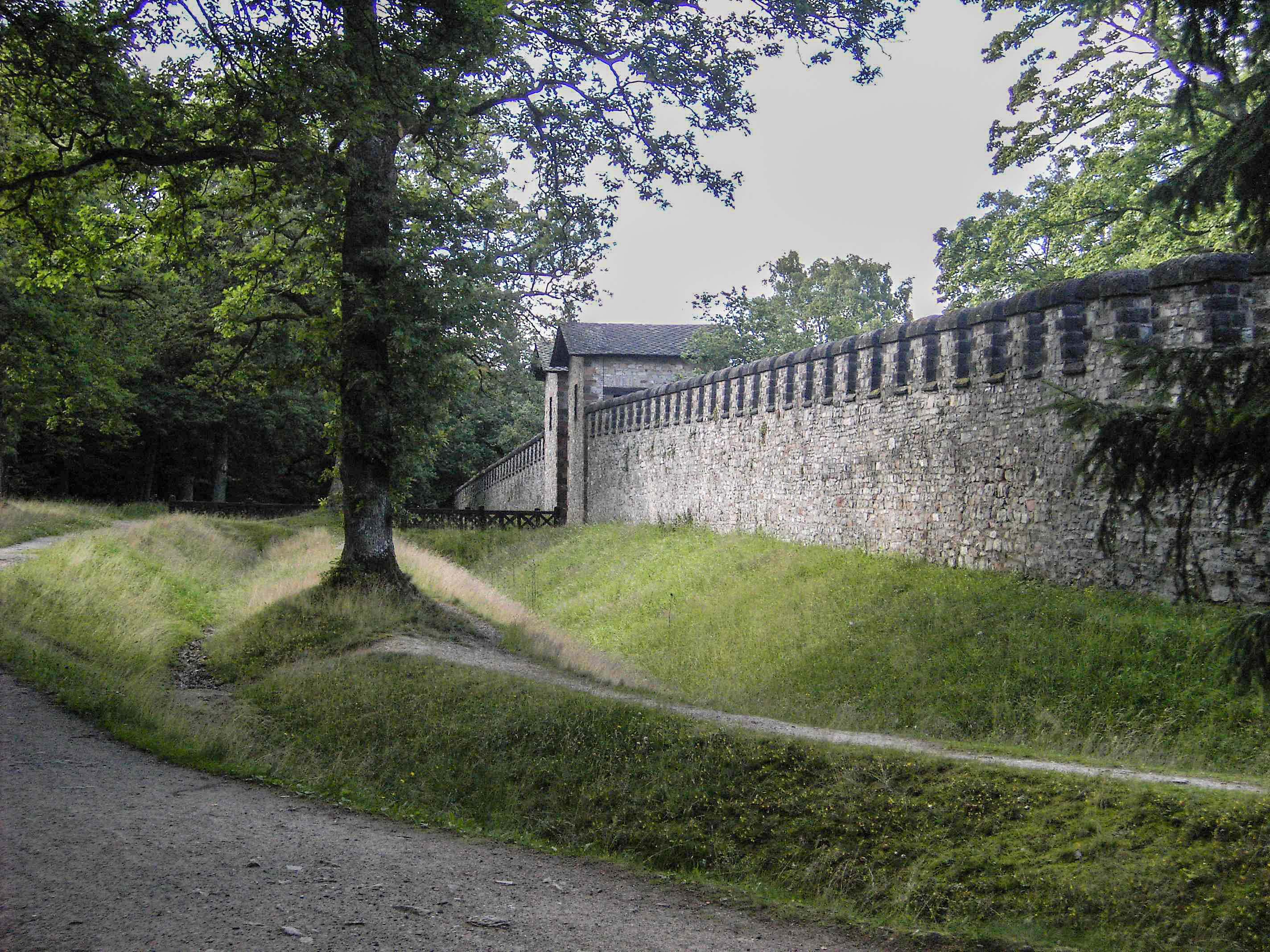
Muro lateral del castellum a continuación de la porta principalis, precedido por la doble fossa.

El castellum Saalburg, en su última fase constructiva, que es la que fue reconstruida, aparece como una típica fortaleza auxiliar del limes del Imperio, con forma rectangular y unas dimensiones de 147 por 221 m, con 32.500 m² de superficie defendido por un cinturón de murallas de aparejo de sillarejo y hormigón, perforadas por cuatro puertas fortificadas con parejas de torres, con las esquinas del vallum de forma redondeada para evitar ángulos muertos, y precedida por un doble foso. En la parte interior, el muro esta sobreelevado con un terraplén, lo que permitía a la guarnición movilizarse rápidamente en caso de ataque.
La orientación de la fortaleza permitía que la porta praetoria mirase al S-SE, hacia la ciudad de Nida y no hacia el limes. El centro del castellum estaba ocupado por un gran principia, una plaza central cubierta rodeada por dependencias para los centuriones y para la administración de la unidad, que permitía realizar entrenamientos aún en los días meteorológicamente adversos.
La praetentura contenía el praetorium o residencia del comandante de la unidad, al oeste de la via praetoria, y también un gran horreum o almacén de provisiones al este. El resto del campamento está hoy ocupado por un jardín con cespéd, pero en época romana debía albergar el resto de las dependencoas militares, como barracones subdivididos en contubernia -dos de estas casernas fueron reconstruidas-, establos, talleres y más almacenes.

### Vicus

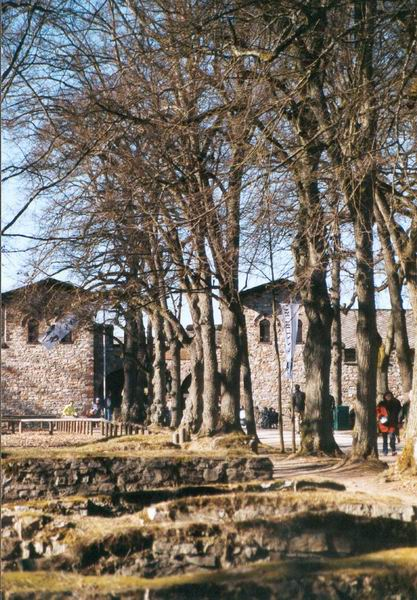
Vista de la Porta praetoria del castellum Saalburg, apreciándose en primer plano a la izquierda los restos de los muros de las edificaciones del vicus civil anejo a la base militar.

Saalburg, además de ser el castellum más reconstruido, es el único que tiene su vicus o poblado civil excavado y conservado. Este vicus estaba situado al sur de la fortaleza, a ambos lados de la calzada que se dirigía hacia Nida, ciudad que funcionaba como capital regional.
Los restos de este poblado comienzan muy cerca de la porta praetoria del campamento, habiéndose documentado los restos de una mansio o parada de postas oficial del cursus publicus imperial, y a su derecha aparecen los restos de unas termas para uso de la guarnición y de los civiles del vicus. Siguiendo la calzada, que funciona como calle principal del poblado, aparecen los restos, parcialmente reconstruidos, de varias casa y de un mitreo o templo dedicado a Mithra, cuyo culto era bastante corriente entre los soldados del ejército romano.
Las termas eran bastante amplias y su diseño reproduce perfectamente las principales características de estas instalaciones romanas, con un apodyterium o vestuario, un frigidarium o baño frío, dos tepidaria o salas templadas y de masajes, un calidarium o baño caliente, y un sudatorium o sauna. El calor procedía de varios praefurnia u hornos, distribuyéndose por las diferentes salas, excepto el frigidarium, a través de un hipocaustum, similar a una gloria o suelo radiante.
Las estimaciones de los excavadores del complejo permiten afirmar que el conjunto de castellum y vicus estuvo habitado por unos 500 soldados y unos 1500 civiles.

## Museo Saalburg

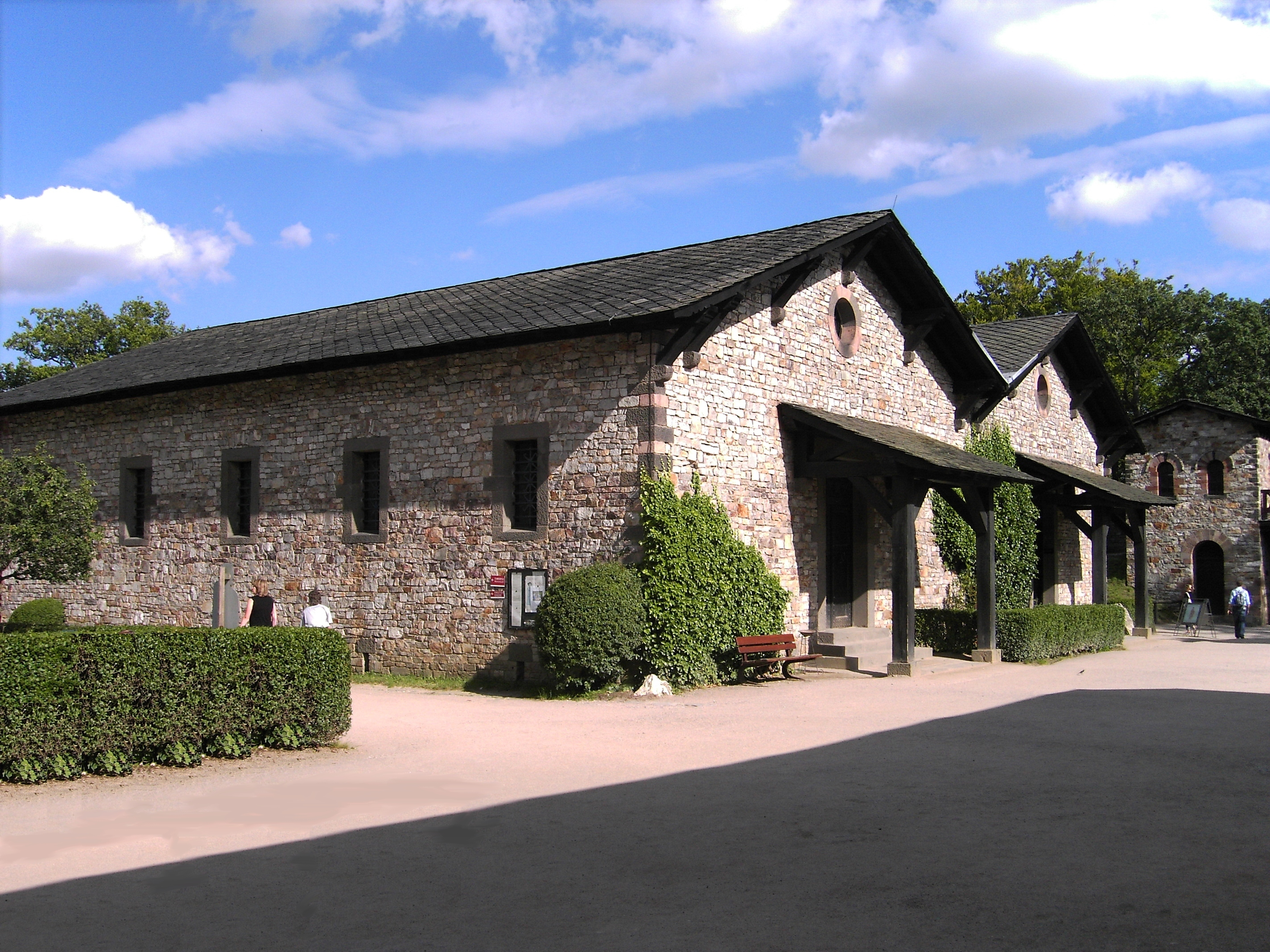
Los horrea o graneros albergan actualmente el Museo de Saalburg.

El planteamiento seguido después de las excavaciones arqueológicas fue el de reconstruir las partes más importantes del castellum', preservar el resto de las estructuras edificadas y crear un Museo con los principales materiales exhumados, sirviendo todo el conjunto como muestra didáctica de una típica fortificación romana del limes.
Lo másllamativo para los visitantes actuales es la reconstrucción del cinturón de murallas y las puertas de acceso a la fortaleza, junto el Principia con su Aedes o santuario para depositar las insignias de la cohorte, la sala cubierta de parada, los horrea o almacenes, los dos casernas de barracón que alojaron a los soldados, y el praetorium o casa del comandante, aunque sólo está parcialmente reconstruida.
Los horrea han sido aprovechados para presentar al visitante información sobre aspectos culturales, históricos, arquitectónicos y militares de la provincia romana de Germania Superior. Destaca la importante colección de atalajes militares, procedentes del propio Saalburg y de lugares cercanos, junto con una serie de maquetas de campamentos romanos y del dispositivo del limes.
Saalburg, desse su reconstrucciíon y conversión en museo ha servido como centro de investigación y difusión del conocimiento sobre el mundo provincial romano de Germania, y, especialmente, del ejército romano del limes, tal y como demuestra su magnífica biblioteca especializada con unos 30.000 volúmenes y unas 2.200 fotografía. Respondiendo a esta labor, el Saalburgmuseum organiza regularmente coloquios científicos y tiene su propia colección de publicaciones científicas específicas. Está vocación cultural, se completó en los años 80 sirviendo como lugar de celebración de conciertos de música clásica.

### Saalburgbahn
La reconstrucción del castellum a finales del siglo XIX y principios del siglo XX ha aportado a la población local un importante sitio turístico, que complementaba adecuadamente los baños de Bad Homburg. Para permitir el acceso a la fortaleza, el tranvía de Bad Homburg tuvo un enlace directo con el lugar, llamado Saalburgbahn, pero en el período de entreguerras, la compañía quebró, y hoy se aprecian los restos de las vías y de las estaciones.
Actualmente, se accede a Saalburg a través de un autobús que parte cada hora de Bad Homburg.

## Alrededores

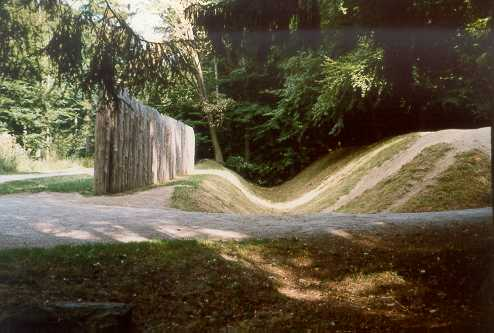
Reconstrucción del limes al norte de Saalburg.

A unos 200 m al norte de las porta decumana del castellum Saalburg se encuentra el dispositivo fortificado del limes, que sigue un eje aproximado Este-Oeste, y una parte de la línea de defensas -empalizada y foso- ha sido reconstruida.
Las condiciones naturales e históricas del macizo del Taunus han permitido conservar el trazado del limes, y el entorno de Saalburg no es una excepción, lo que permite seguir su trazado a través del paisaje. Así, las empalizadas y los fosos que las precedían se distinguen en largos recorridos y el sistema de Turris -torres de vigilancia- está parcialmente conservado. Por ello, Saalburg es un excelente punto de partida para explorar el antiguo limes y sus restos.
Saalburg, dentro del sistema defensivo del limes, tiene al sudoeste el Kleinkastelle -pequeño fuerte- de Heidenstock y al nordeste el de Lochmühle:
| ORL     | Nombre                   | Descripción/estado actual |
| KK      | Kleinkastell Heidenstock | pequeña fortaleza de piedra con una sola puerta de unos 440 m², edificado a mediados del siglo II; muros parcialmente conservados y bien visible sobre el terreno |
| Wp 3/59 | Roßkopf                  | Dos montones de piedras visibles, con el nombre epónimo de Roßkopf                                                                                                |
| Wp 3/60 | Einsiedel                | cimientos conservados y restos de una cisterna |
| Wp 3/61 | Auf dem Kieshübel        | cimientos conservados de dos torres de piedra; trazas de dos torres de madera                                                                                     |
| Wp 3/62 | Am Hollerkopf            | restos poco visibles de una torre de piedra |
| Wp 3/63 | Weißestein               | restos de los cimientos y del material de la fábrica de una torre de piedra                                                                                       |
| ORL 11  | Cohort Fort Saalburg     | Castellum Saalburg |
| Wp 3/68 | Am Fröhlichemannskopf    | cimientos visibles de una torre de piedra; restos apaenas visibles de las marcas de una torre de madera                                                           |
| Wp 3/69 | Am Bennerpfad            | cimientos de una torre de piedra |
| KK      | Kleinkastell Lochmühle   | pequeño fuerte de piedra de única puerta de unos 400 m² . Mediados del siglo II; en el terreno se aprecia su forma.                                               |

Junto al castellum Saalburg se ha levantado una copia de Columna de Júpiter (Jupitersäule).